# Präzeptorklippe
Die Präzeptorklippe ist das einzige stetige Eiland im Rappbodestausee im deutschen Mittelgebirge Harz im Landkreis Harz, Sachsen-Anhalt.
Die felsige Präzeptorklippe befindet sich im Naturpark Harz/Sachsen-Anhalt rund 4 km nordnordöstlich von Hasselfelde zirka 380 m nordnordöstlich vom Gipfel des Eichenbergs (ca. 520 m ü. NHN) etwa im Mittelteil des an der Rappbode gelegenen Rappbodestausees.
Ihr von einigen Bäumen und etwas Gestrüpp bewachsener Gipfel hebt sich bei Vollstau wenige Meter aus dem Wasser vom Hauptarm des Stausees (entlang der Rappbode) heraus. Bei niedrigem Wasserstand ist die Klippe manchmal auf trockenem Weg erreichbar, wie zum Beispiel im Oktober 2003.